# DJ-Kicks : Moodymann
 (juin 2018).
Si vous disposez d'ouvrages ou d'articles de référence ou si vous connaissez des sites web de qualité traitant du thème abordé ici, merci de compléter l'article en donnant les références utiles à sa vérifiabilité et en les liant à la section « Notes et références ».
Compilations par DJ-Kicks
Seth Troxler
(2015) Dâm-Funk
(2016)
Albums par Moodymann
Moodymann
(2014)
DJ-Kicks : Moodymann est la 52e compilation de la série DJ-Kicks, composée d'un DJ mix de 30 titres enchaînés par le compositeur de house et de deep house américain Moodymann, et sortie en février 2016 sous le label indépendant Studio !K7.
Sur près de 75 min que dure ce set, Moodymann effectue onze remixes exclusifs.
Il se classe parmi les « 50 meilleurs albums de 2016 », d'après le magazine américain Spin.

## Liste des titres
| 1.    | Where Will You Be                                         | Yaw                                    | 3:07 |
| 2.    | Serve This Royalty                                        | Cody ChesnuTT                          | 2:06 |
| 3.    | Guttah Guttah                                             | Dopehead                               | 2:24 |
| 4.    | Keepyourbusinesstoyourself                                | Jitwam                                 | 1:15 |
| 5.    | Robot's Return (Modern Sleepover Part 2) (Moodymann edit) | Talc                                   | 3:02 |
| 6.    | When My Anger Starts to Cry (Moodymann edit)              | Beady Belle                            | 2:53 |
| 7.    | Kiss the Sky                                              | Shawn Lee feat. Nino Moschella         | 2:09 |
| 8.    | BTSTU (Moodymann edit)                                    | Jai Paul                               | 2:02 |
| 9.    | Tea Leaf Dancers (Moodymann edit)                         | Flying Lotus feat. Andreya Triana      | 2:40 |
| 10.   | Les Nuits                                                 | Nightmares on Wax                      | 1:54 |
| 11.   | Can't Hold Back (Platinum Pied Pipers remix)              | Rich Medina & Sy Smith                 | 2:40 |
| 12.   | Stained Glass Fresh Frozen                                | Julien Dyne feat. Mara TK              | 2:26 |
| 13.   | Come Home                                                 | Little Dragon                          | 2:37 |
| 14.   | El Ritmo de Mi Gente                                      | Andrés feat. Lady                      | 1:46 |
| 15.   | Uptown Tricks (Rodney Hunter remix)                       | The Fort Knox Five feat. Mustafa Akbar | 2:15 |
| 16.   | Cuz You're the One (Moodymann edit)                       | Daniel Bortz                           | 2:42 |
| 17.   | Remain                                                    | José González                          | 1:40 |
| 18.   | My Funny Valentine                                        | Big Muff                               | 3:45 |
| 19.   | Grind (Moodymann edit)                                    | Les Sins                               | 3:19 |
| 20.   | Disco Maniac                                              | Tirogo                                 | 1:56 |
| 21.   | Tag Team Triangle (Moodymann edit)                        | SLF & Merkin                           | 3:37 |
| 22.   | How Do I Go On (Moodymann edit)                           | Joeski feat. Jesánte                   | 3:10 |
| 23.   | Fall for You (Sandy Rivera Classic mix) (Moodymann edit)  | Kings Of Tomorrow feat. April          | 3:12 |
| 24.   | Hostile Takeover                                          | Soulful Session & Lynn Lockamy         | 3:37 |
| 25.   | Our Darkness                                              | Anne Clark                             | 4:27 |
| 26.   | Jeux de Langues (Moodymann edit)                          | Peter Digital Orchestra                | 1:37 |
| 27.   | Around (Solomun Vox) (Moodymann edit)                     | Noir & Haze                            | 3:20 |
| 28.   | 1044 Coplin (Give You Whatcha Lookin 4)                   | Marcellus Pittman                      | 2:37 |
| 29.   | It's House Music                                          | Lady Alma                              | 2:44 |
| 30.   | Did You Ever                                              | Daniela La Luz                         | 2:35 |
| 79:34 |                                                           |                                        |      |